# Vezels van Sharpey

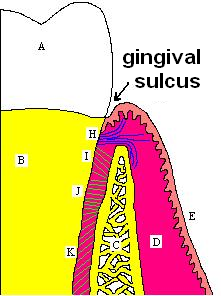
A: kroon van de tand: Bedekt met glazuur
B: Wortel van de tand, bedekt met cement
C: Bot van de alveole
D: Bindweefsel onder het slijmvlies
E: Mondslijmvlies
F: Vrije rand van het tandvlees
H: Belangrijkste vezels van het tandvlees
I: PDL-vezels van de crista alveolaris
J: Horizontale PDL-vezels
K: schuin verlopende PDL-vezels (PDL: Ligamentum ParoDontale), de beide uiteinden van de vezels hiervan zijn vezels van Sharpey.

Onder de vezels van Sharpey (sharpeyvezels), worden bindweefselvezels verstaan, die bestaan uit collageen en zich van het beenvlies uit in de botsubstantie dringen, of vanuit het parodontium in het cement van tanden en kiezen.
De vezels werden in 1846 beschreven door de Schotse anatoom William Sharpey.

## Gebit
In de tanden en kiezen, zijn de vezels van Sharpey de uiteinden van de vezels van het LPD; ligamentum parodontale die binnendringen in het cement aan de ene kant en het kaakbot aan de andere.
De vezels van Sharpey zijn in het gedeelte van het cement dat geen cellen bevat volledig gemineraliseerd. De vezels in het cellulaire cement in het bot zijn alleen aan de buitenkant gedeeltelijk gemineraliseerd.

## Schedel, wervelkolom, spierstelsel
In de schedel verbinden de vezels van Sharpey de schedelbeenderen stevig maar beweeglijk met elkaar; ze zijn het talrijkst, waar de botten aan de sterkste trekkrachten worden blootgesteld.
In de wervelkolom verbinden deze vezels de tussenwervelschijf met de aangrenzende wervels. Elke vezel wordt vergezeld door een arteriole en een of meer zenuwvezels.

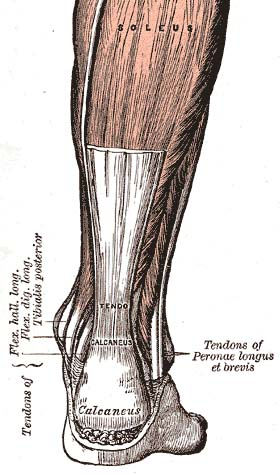
De achillespees (kuitspieren).

De pezen van spieren zitten met vezels van Sharpey aan het skelet verbonden.
De verbinding van pezen met het bot is door de vezels van Sharpey zo sterk, dat bij letsel hetzij de pees scheurt (bijvoorbeeld de achillespees) hetzij een stukje bot wordt losgetrokken, (bijvoorbeeld aan de zijkant van de voet). De verbinding is het sterkste punt.

## Nagels
Nagels bestaan uit harde keratine die gevormd wordt door de cellen van het onder de nagel gelegen nagelbed. Dit nagelbed zit met collageenvezels stevig verankerd aan het periost en vandaar met vezels van Sharpey aan het bot van de eindkootjes van vingers en tenen.